# Википедија на јапанском језику
Википедија на јапанском језику (јап. ウィキペディア日本語版) је верзија Википедије на јапанском језику, слободне енциклопедије, која данас има 1.462.752 чланака и заузима на листи Википедија 9. место.